# 魅了
魅了（みりょう）は、人の心を鷲掴みにして、惹きつけてしまうことを指す熟語である。また、人をすっかり夢中にさせてしまうことを意味する熟語でもある。「人の心を惹きつける」という意味を持つ「魅」という文字から始まる熟語、魅了・魅力・魅惑などは、いずれも日本で作られた和製漢語である。その背景には、明治時代後半から大正時代にかけて「見入る」を「魅入る」と表記することになったことや、漢語のサ行変格活用の動詞「魅する」が江戸時代に定着したことが関係していると考えられている。谷崎潤一郎の『大切な雰囲気』、中勘助の『能の見はじめ』、岸田國士の『新劇復興の兆』、岡本かの子の『鶴は病みき』などの文学作品にもその使用が見られる。